# Francisco Valdés
Pour les articles homonymes, voir Valdés.
Valdés  Muñoz est un nom espagnol. Le premier nom de famille, en général paternel, est Valdés ; le second, en général maternel, souvent omis, est Muñoz.
Francisco Valdés Muñoz dit Chamaco ("gamin") est un footballeur chilien, né le 19 mars 1943 à Santiago et mort le 10 août 2009  d'un infarctus du myocarde.

## Carrière
Il participa à la Coupe du monde 1974 en tant que capitaine de la sélection chilienne, alors qu'en 1966, il n'entra pas en jeu lors de la Coupe du monde 1966. Entre 1962 et 1975, Francisco Valdés totalisa 50 sélections lors desquelles, il inscrivit 9 buts. 
Il joua durant toute sa carrière dans le championnat chilien, dont il est, encore, le meilleur réalisateur avec 215 buts en 478 matchs officiels. Il en marqua 180 pour le seul club de Colo-Colo.
Il gagna avec ce club, le championnat chilien en 1963 et en 1972. En Copa Libertadores, il marqua 20 buts en 44 rencontres, tous pour le club de Colo-Colo qu'il amena en finale, en 1973.
Il a inscrit l'unique but lors de la rencontre Chili-URSS en 1973 qui s'est joué sans opposition à la suite du boycott des Soviétiques.

## Clubs[6]
| Club                  | Année     |
| --------------------- | --------- |
| Colo-Colo             | 1961-1969 |
| Unión Española        | 1970      |
| Antofagasta Portuario | 1971      |
| Colo-Colo             | 1972-1975 |
| Santiago Wanderers    | 1976      |
| Cobreloa              | 1977      |
| Colo-Colo             | 1978      |
| Deportes Arica        | 1979-1982 |